# Михелерберг
Михаелерберг (нем. Michaelerberg) — упразднённая община (нем. Gemeinde) в Австрии, в федеральной земле Штирия. 
Входила в состав округа Лицен.  Население 529 человек (на 31 декабря 2005 года). Площадь 26,08 км². Официальный код  —  61224.
С 1 января 2015г. в результате муниципальной структурной реформы в Штирии (нем. steiermärkische Gemeindestrukturreform) входит в состав новообразованной общины Михаелерберг-Пруггерн.
Михаелерберг находится южнее реки Энс,  на северном склоне горы Кохофен, относящейся к горной подгруппе  Шладмингер Тауэрн. 
Достопримечательности:
- замок Таннэгг (Schloss Thannegg), первое упоминание в 1150 году.
- католическая филиальная церковь св. Михаэля, первое упоминание в 1160 году. (Katholische Filialkirche hl. Michael)

## Политическая ситуация
Бургомистр коммуны — Альберт Тринкер (СДПА) по результатам выборов 2005 года.
Совет представителей коммуны (нем. Gemeinderat) состоит из 9 мест.
- СДПА занимает 6 мест.
- АНП занимает 2 места.
- АПС занимает 1 место.